# Katharina Greschat
Katharina Greschat (* 21. September 1965 in Münster (Westfalen)) ist eine deutsche evangelische Theologin und Hochschullehrerin.

## Leben und Wirken
Katharina Greschat ist eine Tochter des Münsteraner Kirchenhistorikers Martin Greschat; eine jüngere Schwester ist die Kunsthistorikerin und Museumsdirektorin Isabel Greschat (* 1967). Eine weitere Schwester, Sabine Greschat, ist Logopädin.
Katharina Greschat beendete die Schule im Jahre 1985 mit der Allgemeinen Hochschulreife. Ab dem Wintersemester 1985/86 schrieb sie sich zum Studium an der Westfälischen Wilhelms-Universität Münster ein. Es folgte die Fortsetzung des Lehramtstudiums an der Philipps-Universität Marburg, wo sie am 30. Juli 1992 ihre Lehrerinnenausbildung für die Sekundarstufe I und II in den Fächern Evangelische Theologie und Geschichte mit dem 1. Staatsexamen beendete. Am 1. März 1994 legte sie ihr 1. kirchliches Examen bei der Evangelischen Kirche von Westfalen ab. Mit Unterstützung durch ein Landesgraduiertenstipendium des Landes Nordrhein-Westfalen schloss sich nun von 1994 bis 1996 ein Promotionsstudiengang an. Vom April 1997 bis zum Oktober 1997 besuchte sie in den Vorbereitungsdienst der Evangelischen Kirche von Westfalen.
Hiernach wurde sie wissenschaftliche Mitarbeiterin an der Johannes Gutenberg-Universität Mainz, eine Tätigkeit, die sie vom 1. Oktober 1998 als wissenschaftliche Assistentin am Lehrstuhl für Kirchengeschichte und Territorialkirchengeschichte bei Gerhard May an derselben Universität weiterführte. Am 23. Juni 1999 wurde sie von der Westfälischen Wilhelms-Universität Münster zur Doctor theologiae promoviert. Ihre Dissertationsschrift wurde mit dem Hanns-Lilje-Preis der Akademie der Wissenschaften zu Göttingen ausgezeichnet, einer der bedeutendsten Auszeichnungen für theologische Arbeiten. Die Arbeit beschäftigte sich mit den Anschauungen der Gnostiker Apelles und Hermogenes.
Kurze Zeit später begann Greschat mit ihrer Habilitationsschrift, die sie am 18. Februar 2004 mit dem Habilitationsverfahren an der Johannes Gutenberg-Universität Mainz beendete. In ihrer Schrift beschäftigte sie sich mit Papst Gregor dem Großen. Schon im Sommersemester 2005 erhielt sie in Mainz ihren ersten Lehrauftrag. Im Wintersemester 2005/2006 bis zum Sommersemester 2008 übernahm sie vertretungsweise den Lehrstuhl von Christoph Markschies an der Humboldt-Universität zu Berlin. Vom Wintersemester 2008/2009 bis 2009/2010 war sie Professorin für Kirchengeschichte (Alte Kirche und Mittelalter) an der Friedrich-Schiller-Universität Jena. In dieser Zeit arbeitete sie mit einer Gruppe Erfurter Religionswissenschaftler zusammen in einem Forschungsprojekt über die individuelle Frömmigkeit in der Spätantike, so sollte untersucht werden, wie sich neben der öffentlichen Religion auch individuelle Formen von Religiosität äußerten.
Seit dem 1. April 2010 ist Greschat Professorin für Kirchen- und Christentumsgeschichte (Alte Kirche und Mittelalter) an der Ruhr-Universität Bochum.
Ihr Forschungsschwerpunkt ist neben anderen das antike Christentum als „domestic religion“. So war die häusliche Umgebung der christlichen Familien ein wesentlicher Bestandteil des antiken christlichen Lebens. Der Forschungsschwerpunkt „domestic religion“ untersucht im Speziellen das Frühchristentum im allgemeinen Kontext als häusliche Religion von der griechisch-römischen Zeit bis zur Spätantike. Dabei erweist sich die „domestic religion“ als ein spirituelles System, dass auf das tägliche, profane Verhalten und Handeln einwirkte, anderseits aber durch eine Vielzahl von Faktoren beeinflusst worden zu sein scheint. Das frühe Christentum entwickelte sich nicht nur aus einem öffentlichen, kollektiven Kult, sondern auch im privaten Kontext, von einer Familie zur nächsten. Daneben widmet sie sich Bildungs- und Genderfragen im vormodernen Christentum sowie christlichen Diskursen im 2. Jahrhundert.
Gemeinsam mit Josef Lössl (Cardiff University) und Johannes van Oort (Universität Nijmegen/Pretoria) ist Greschat Herausgeberin der Zeitschrift Vigiliae Christianae. A Review of Early Christian Life and Language. In der gemeinsam mit der Theologin Heike Omerzu herausgegebenen Konferenzschrift Körper und Kommunikation (2003) warf sie u. a. folgende Fragen für eine genderorientierte Theologie auf:
- Welche Bedeutung hat die Leiblichkeit für die zwischenmenschliche Kommunikation und die Kommunikation des Menschen mit Gott?
- Wie wird der weibliche Körper in unterschiedlichen Kommunikationssituationen wahrgenommen?
- Wie wird das Geschlecht über den Körper konstruiert und kommuniziert?

Sie ist mit dem Theologen Reinhard G. Lehmann verheiratet.

## Schriften (Auswahl)
Eine ausführliche Bibliografie auf ev.rub.de (PDF; 193 kB [Stand: Januar 2016]).
- Apelles und Hermogenes. Zwei theologische Lehrer des zweiten Jahrhunderts (= Supplements to Vigiliae Christianae. Band 48). Brill, Leiden/Boston/Köln 2000, ISBN 90-04-11549-8 (Zugl.: Münster [Westfalen], Univ., Diss., 1997).
- „Dann sind gottwilkommen Marcion und Marciönin“. Marcion in den reformatorischen Auseinandersetzungen um das Abendmahl. In: Gerhard May, Katharina Greschat (Hrsg.): Marcion und seine kirchengeschichtliche Wirkung. Marcion and his Impact on Church History. Vorträge der internationalen Fachkonferenz zu Marcion, gehalten vom 15.–18. August 2001 in Mainz (= Texte und Untersuchungen zur Geschichte der altchristlichen Literatur. Band 150). de Gruyter, Berlin/New York 2002, ISBN 3-11-017599-1, S. 235–252.
- Die Moralia in Job Gregors des Großen. Ein christologisch-ekklesiologischer Kommentar (= Studien und Texte zu Antike und Christentum. Band 31). Mohr Siebeck, Tübingen 2005, ISBN 3-16-148618-8 (Zugl.: Mainz, Univ., Habil.-Schr., 2004).
- Eine Sache der Familie? Zur Transformation häuslicher bzw. familiarer Religiosität im antiken Christentum. In: Zeitschrift für Antikes Christentum. 17 (2013), Heft 2, S. 248–267.
- „Worte Gottes, verkündigt von den Aposteln“. Evangelienzitate bei Justin. In: Gospels and gospel traditions in the second century. Experiments in reception (= Beihefte zur Zeitschrift für die neutestamentliche Wissenschaft. Vol. 235). De Gruyter, Berlin 2019, ISBN 978-3-11-054081-9, S. 175–192.
- »Greife häufig zu einem Buch«. Das Ideal der christlich gebildeten Asketin bei Hieronymus. In: Theologische Literaturzeitung. 144 (2019), Heft 10, Sp. 972–981.
- als Herausgeberin mit Heike Omerzu (Hrsg.): Körper und Kommunikation. Beiträge aus der theologischen Genderforschung. Evangelische Verlagsanstalt, Leipzig 2003, ISBN 978-3-374-02042-3.[5]
- “Early impressions are hard to eradicate from the mind”. The lasting influence of domestic education in Western late antiquity. In: Teachers in late antique Christianity. Papers presented during a workshop at the University of Göttingen on „Teachers in Late Antique Christianity“ (= Studies in education and religion in ancient and pre-modern history in the Mediterranean and its environs. Band 3). Mohr Siebeck, Tübingen [2018], ISBN 978-3-16-155857-3, S. 165–183.
- Haus – Schule – Kirche. Bildungskonzeptionen und -institutionen in der (christlichen) Antike. In: Rottenburger Jahrbuch für Kirchengeschichte. 37 (2018), ISSN 0722-7531, S. 37–48.
- Erinnerung heilen – Jesus Christus bezeugen. Ein gemeinsames Wort zum Jahr 2017. In: Gemeinsame Texte. Hrsg.: Deutsche Bischofskonferenz; EKD, Evangelische Kirche in Deutschland. Hannover 2016 (ekd.de).
- Gregor der Große. Die epistula dedicatoria und die praefatio zu den Moralla in Job. In: Handbuch der Bibelhermeneutiken von Origenes bis zu Gegenwart. Hrsg. von Oda Wischmeyer. De Gruyter, Berlin [2016], ISBN 978-3-11-032999-5, S. 111–124.
- Rezension zu Epiphanius I: Ancoratus und Panarion Haer. 1–33 (= Die griechischen christlichen Schriftsteller der ersten Jahrhunderte. N. F. 10/1–2). 2., erweiterte Auflage. Hrsg. von Marc Bergermann und Christian-Friedrich Collatz. Mit einem Geleitw. von Christoph Markschies. Nachdruck der Ausgabe: Leipzig 1915. Berlin/New York 2013, ISBN 978-3-11-017547-9. – In: Gymnasium. 123, 2016, Ausgabe 2, S. 184–186 (gymn.winter-verlag.de [eingeschränkter Zugang]).